# Ґмюнд (округ)
Бецирк Ґмюнд — округ Австрійської федеральної землі Нижня Австрія. 
Округ поділено на 21 громаду:

- Амаліндорф-Аальфанг
- Бад-Ґроспертольц
- Бранд-Нагельберг
- Еггерн
- Айсгарн
- Ґмюнд
- Гроссдітманнс
- Ґроссшенау
- Гаугшлаг
- Гайденрайхштайн
- Гіршбах
- Гогенайх
- Кірхберг-ам-Вальде
- Лічау
- Моорбад-Гарбах
- Райнгерс
- Шремс
- Санкт-Мартін
- Унзерфрау-Альтвайтра
- Вальденштайн
- Вайтра

Біля міста розташований замок Гайденрайхштайн.

## Демографія
Населення округу за роками за даними статистичного бюро Австрії

## Виноски
1. ↑  Statistik Austria. Архів оригіналу за 2 травня 2015. Процитовано 26 червня 2013.

| Австрія | Це незавершена стаття з географії Австрії. Ви можете допомогти проєкту, виправивши або дописавши її. |